# Kallithea (Focida)
Kallithea  este un oraș în Grecia în prefectura Focida.